# Víctor García (teatro)
Para otras personas llamadas Víctor García, véase Víctor García (desambiguación).

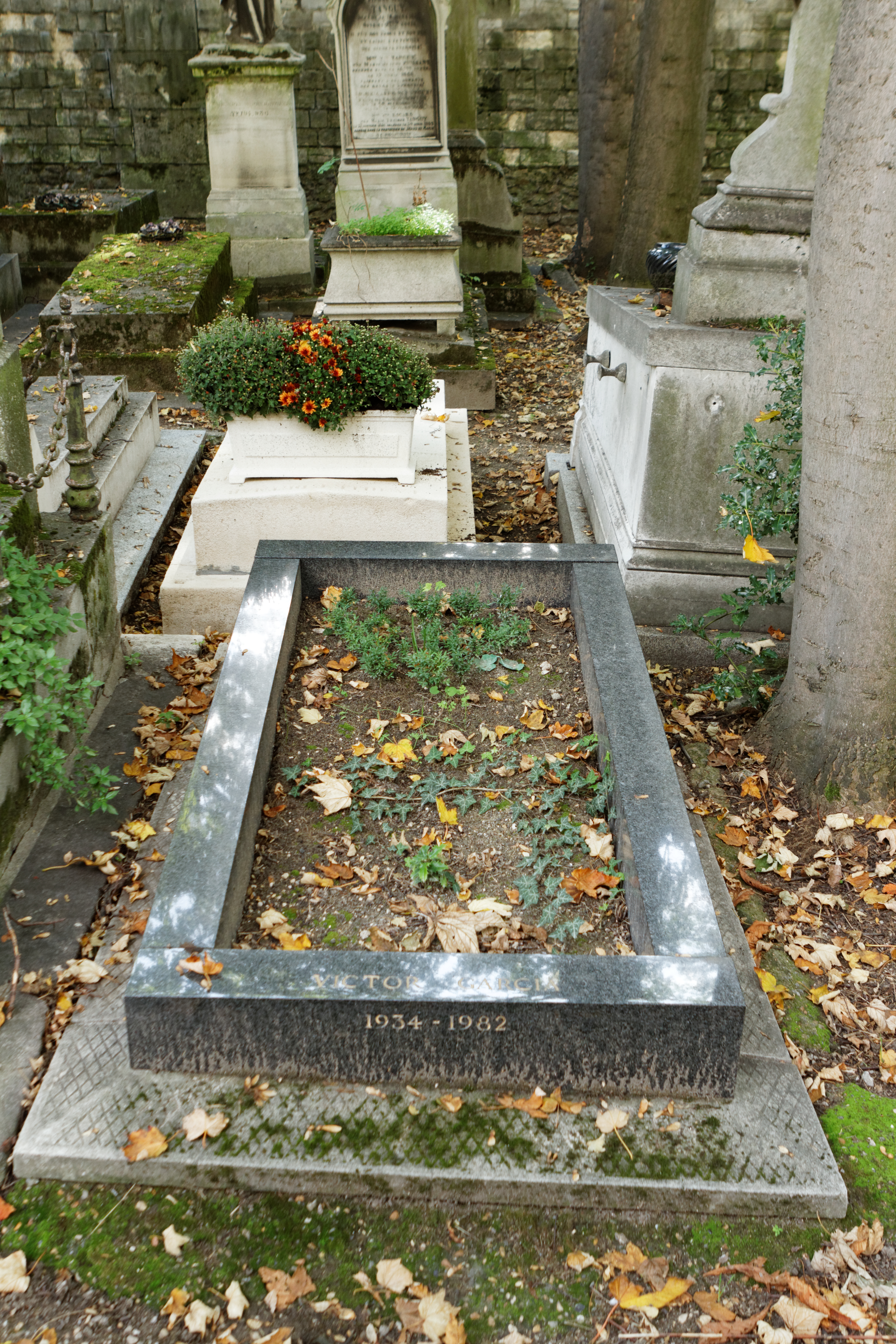
Tumba de Víctor García en el cementerio del Père Lachaise, París.

Víctor García (Pedro Víctor García Patta) (San Miguel de Tucumán; 16 de diciembre de 1934 - París; 28 de agosto de 1982) fue un actor y director teatral vanguardista argentino que desarrolló el núcleo de su carrera en Brasil, España y Francia, donde residió.

## Trayectoria
Estudió en el Gymnasium de la Universidad Nacional de Tucumán. Con exalumnos de esa escuela, entre los que destacaba el pianista Miguel Ángel Estrella, y de las escuelas Normal y Sarmiento crean en marzo de 1954 el Teatro Estable de la Peña El Cardón, en el sótano del bar Colón. Estudió arte dramático, bellas artes y medicina. 
A comienzos de la década de 1960 se trasladó a Europa, debutando en 1963 con el montaje y puesta en escena de Ubu rey de Alfred Jarry con escenografía de Jérome Savary. En 1967 revolucionó el teatro brasileño con puestas en escena en el Teatro Ruth Escobar. Se hizo conocido en toda Europa por su puesta de El cementerio de automóviles de Fernando Arrabal, que le valió amplio reconocimiento como un referente del teatro de vanguardia. Diría de él Fernando Arrabal: "la revolución del teatro moderno, no la hizo Artaud a pesar del méritos sino el tucumano Víctor García”
Repartió su trabajo como director entre Madrid, Buenos Aires y París, y su intervención es considerada fundamental en la renovación del teatro español durante el período de la transición española, destacándose especialmente sus montajes para la compañía de Núria Espert: Las criadas de Jean Genet (1969), Yerma de Federico García Lorca (1971) y Divinas palabras de Ramón del Valle-Inclán (1977). La notable actriz española dijo "Víctor García fue un genio que partió en dos la historia del teatro contemporáneo. Fue como una llama destructiva y renovadora".Por Yerma ganó el Drama Desk Award de la crítica norteamericana en 1973 a mejor director y mejor diseño escenografico
Trabajó también en Portugal, Bélgica, Irak y su última puesta fue Calderón, sobre textos de Calderón de la Barca, en 1981.
Falleció en París en 1982, padecía de cirrosis hepática muriendo de una infección cuya causa se desconoce.
En su homenaje, se realiza cada dos años en Tucumán el Festival Internacional de Teatro Experimental Víctor García.